# Tour de France 1922
Le Tour de France 1922, 16e édition du Tour de France, s'est déroulé du 25 juin au 23 juillet 1922 sur 15 étapes pour 5 375 kilomètres. Le Belge Firmin Lambot, déjà vainqueur en 1919, remporte ce Tour en ayant bénéficié des incidents subis par ses concurrents : Jean Alavoine perd le maillot jaune dans les Alpes après plusieurs crevaisons, puis Hector Heusghem reçoit une pénalité d'une heure pour avoir changé de vélo après une chute. C'est la dernière des sept victoires consécutives des coureurs belges.

## Parcours
Le départ fictif du Tour a lieu au Luna Park de la porte Maillot et le départ réel à Argenteuil. L'arrivée se juge au Parc des Princes. Pour la sixième fois, le Tour part vers l'ouest pour revenir vers Paris par l'est.
Le parcours est semblable à celui des éditions précédentes. Seule une ville-étape change par rapport à 1921 : Briançon, ville-étape pour la première fois, remplace Grenoble. Les cols de Vars et de l'Izoard figurent pour la première fois au parcours.

## Participants
Les 120 partants sont à nouveau répartis en deux « classes » : 26 en première classe et 94 en seconde,. La course reste individuelle. Le Consortium La Sportive, qui s'est adjugé les trois éditions précédentes, a disparu à la fin de l'année 1921.
| Légende | Légende                                                                    | Légende | Légende                                                    |
| ------- | -------------------------------------------------------------------------- | ------- | ---------------------------------------------------------- |
| Num     | Dossard de départ porté par le coureur sur ce Tour                         | Pos     | Position à l'arrivée de la course                          |
|         | Indique un maillot de champion national ou mondial, suivi de sa spécialité | NP      | Indique un coureur qui n'a pas pris le départ de la course |
| AB      | Indique un coureur qui n'a pas terminé la course                           | HD      | Indique un coureur qui a terminé la course hors des délais |

| 1re classe | 1re classe              | 1re classe |
| ---------- | ----------------------- | ---------- |
| Num        | Coureur                 | Pos        |
| 1          | Léon Scieur (BEL)       | AB-3       |
| 2          | Jean Rossius (BEL)      | 9e         |
| 3          | Félix Goethals (FRA)    | NP-6       |
| 4          | Robert Grassin (FRA)    | NP-3       |
| 5          | Eugène Christophe (FRA) | 8e         |
| 6          | Honoré Barthélémy (FRA) | NP-11      |
| 7          | Paul Deman (BEL)        | NP-1       |
| 8          | Victor Lenaers (BEL)    | 5e         |
| 9          | Jean Alavoine (FRA)     | 2e         |
| 10         | Romain Bellenger (FRA)  | AB-6       |

| 1re classe (suite) | 1re classe (suite)      | 1re classe (suite) |
| ------------------ | ----------------------- | ------------------ |
| Num                | Coureur                 | Pos                |
| 11                 | Robert Jacquinot (BEL)  | AB-6               |
| 12                 | Hector Tiberghien (BEL) | 6e                 |
| 13                 | Firmin Lambot (BEL)     | 1er                |
| 14                 | Léon Despontin (BEL)    | 7e                 |
| 15                 | Philippe Thys (BEL)     | 15e                |
| 16                 | Eugène Dhers (FRA)      | AB-6               |
| 17                 | Gaston Degy (FRA)       | 12e                |
| 18                 | Louis Heusghem (BEL)    | 19e                |
| 19                 | Joseph Muller (FRA)     | 16e                |
| 20                 | Louis Mottiat (BEL)     | NP-1               |

| 1re classe (suite) | 1re classe (suite)     | 1re classe (suite) |
| ------------------ | ---------------------- | ------------------ |
| Num                | Coureur                | Pos                |
| 21                 | Émile Masson (BEL)     | 10e                |
| 22                 | Félix Sellier (BEL)    | 3e                 |
| 23                 | Hector Heusghem (BEL)  | 4e                 |
| 24                 | Joseph Van Daele (BEL) | AB-2               |
| 25                 | Albert Dejonghe (BEL)  | AB-2               |
| 26                 | Angelo Gremo (ITA)     | AB-2               |
| 27                 | Federico Gay (ITA)     | 11e                |
| 28                 | Arsène Alancourt (FRA) | 13e                |
| 29                 | René Chassot (FRA)     | NP-1               |

| 2e classe | 2e classe                   | 2e classe |
| --------- | --------------------------- | --------- |
| Num       | Coureur                     | Pos       |
| 101       | Eugène Forestier (FRA)      | AB-3      |
| 102       | Maxime Derijard (FRA)       | NP-1      |
| 103       | Georges Nemo (BEL)          | AB-1      |
| 104       | Henri Catelan (FRA)         | AB-2      |
| 105       | Edgard Roy (FRA)            | 22e       |
| 106       | Henri Miège (SUI)           | AB-11     |
| 107       | Ferdinand Braeckman (BEL)   | AB-6      |
| 108       | Jules Le Breton (FRA)       | AB-3      |
| 109       | Adolphe Villaux (BEL)       | AB-3      |
| 110       | Joseph Pelletier (FRA)      | 14e       |
| 111       | Lucien Abbé (FRA)           | AB-1      |
| 112       | François Colomines (FRA)    | AB-4      |
| 113       | Antoine Riera (FRA)         | AB-11     |
| 114       | Charles Pavèse (FRA)        | AB-6      |
| 115       | Noël Amenc (FRA)            | AB-5      |
| 116       | René Wendels (BEL)          | AB-6      |
| 117       | Joseph Rasqui (LUX)         | AB-8      |
| 118       | Eugène Nicolle (FRA)        | AB-12     |
| 119       | Pierre Corini (ITA)         | NP-1      |
| 120       | Adrien Alpini (FRA)         | AB-5      |
| 121       | Luigi Emmanuele (ITA)       | 34e       |
| 122       | Robert Beaulieu (FRA)       | AB-1      |
| 123       | Charles Raboisson (FRA)     | AB-8      |
| 124       | Jules Nempon (FRA)          | 20e       |
| 125       | Laurent Devalle (MON)       | 35e       |
| 126       | Silvio Borsetti (ITA)       | AB-1      |
| 127       | Georges Kamm (FRA)          | 31e       |
| 128       | Émile Desterbecq (BEL)      | NP-3      |
| 129       | Henri Hanlet (BEL)          | NP-4      |
| 130       | Gaston Van Waesberghe (BEL) | AB-2      |
| 131       | Guillaume Nysen (BEL)       | AB-2      |
| 132       | Georges Hautin (FRA)        | AB-6      |
| 133       | Roger Marye (FRA)           | AB-2      |
| 134       | Edmond Pertusot (FRA)       | AB-2      |
| 135       | Jacques Carette (FRA)       | AB-1      |
| 136       | Maurice Charreire (FRA)     | AB-1      |
| 137       | Henri Martin (FRA)          | AB-4      |

| 2e classe (suite) | 2e classe (suite)        | 2e classe (suite) |
| ----------------- | ------------------------ | ----------------- |
| Num               | Coureur                  | Pos               |
| 138               | Fernand Combes (FRA)     | AB-1              |
| 139               | Marcel Thoreau (FRA)     | AB-3              |
| 140               | Marcel Brunie (FRA)      | AB-11             |
| 141               | Henri Hubert (FRA)       | NP-1              |
| 142               | Léonce Louis (FRA)       | AB-3              |
| 143               | Vincenzo Bianco (ITA)    | AB-11             |
| 144               | François Chevalier (FRA) | AB-3              |
| 145               | Henri Jacob (FRA)        | AB-1              |
| 141               | Antoine Bochud (FRA)     | NP-1              |
| 147               | Alfred Hersard (FRA)     | AB-7              |
| 141               | Eugène Descloitres (FRA) | NP-1              |
| 149               | Joseph Rayen (FRA)       | AB-1              |
| 150               | André Zonnequin (FRA)    | AB-2              |
| 151               | Charles Hennuyer (FRA)   | 37e               |
| 152               | Didier Meslard (FRA)     | AB-2              |
| 153               | Camille Botte (BEL)      | AB-2              |
| 154               | André Chazeau (FRA)      | AB-5              |
| 155               | Auguste Meyer (FRA)      | AB-4              |
| 156               | Jules Brun (FRA)         | 33e               |
| 157               | Jean Kienlen (FRA)       | NP-3              |
| 158               | Henri Yvon (FRA)         | AB-1              |
| 159               | René Sal (FRA)           | AB-6              |
| 160               | Robert Constantin (FRA)  | 36e               |
| 161               | Marie Aubry (FRA)        | 29e               |
| 162               | Lauro Bordin (ITA)       | AB-5              |
| 163               | Charles Parel (SUI)      | 27e               |
| 164               | Léon Van Aken (BEL)      | 28e               |
| 165               | Joseph Marchand (BEL)    | 23e               |
| 166               | Théophile Beeckman (BEL) | 18e               |
| 167               | Camille Leroy (BEL)      | AB-3              |
| 168               | Jules Matton (BEL)       | 25e               |
| 169               | Charles Leow (FRA)       | 32e               |
| 170               | Robert Asse (FRA)        | AB-6              |
| 171               | Léon Poncelet (FRA)      | AB-1              |
| 172               | Paul Denis (FRA)         | AB-4              |
| 173               | Jean Archelais (FRA)     | NP-5              |
| 174               | Auguste Berthault (FRA)  | AB-1              |

| 2e classe (suite) | 2e classe (suite)         | 2e classe (suite) |
| ----------------- | ------------------------- | ----------------- |
| Num               | Coureur                   | Pos               |
| 175               | Alfred De Busschère (BEL) | AB-8              |
| 176               | Clotaire Guillon (FRA)    | AB-6              |
| 177               | Raoul Boucher (FRA)       | AB-3              |
| 178               | Pierre Hudsyn (BEL)       | 26e               |
| 179               | Daniel Masson (FRA)       | 38e               |
| 180               | Jean Benot (FRA)          | AB-3              |
| 181               | Albert Rousselle (FRA)    | AB-1              |
| 182               | Victor Guichon (FRA)      | AB-5              |
| 183               | Julien Noth (FRA)         | AB-1              |
| 184               | Ernest Paul (FRA)         | 30e               |
| 185               | Gilles Alexandre (FRA)    | NP-1              |
| 186               | Hilaire Hellebaut (BEL)   | AB-3              |
| 187               | Alfons Standaert (BEL)    | 21e               |
| 188               | Henri Dejaegher (BEL)     | AB-1              |
| 189               | Léon Braeckeveldt (BEL)   | AB-3              |
| 190               | Giuseppe Santhià (ITA)    | 17e               |
| 191               | Luigi Vertemati (ITA)     | AB-1              |
| 192               | Evaristo Endaco (ITA)     | AB-2              |
| 193               | Lorenzo Costa (ITA)       | AB-5              |
| 194               | Goerges Devillard (FRA)   | NP-1              |
| 195               | Émile Lejeune (FRA)       | AB-3              |
| 196               | Maurice Guenot (FRA)      | AB-6              |
| 197               | Georges Davoine (FRA)     | AB-4              |
| 198               | Firmin Pauloin (FRA)      | NP-1              |
| 199               | Jim O'Parrel (AUS)        | NP-1              |
| 200               | Ben Ogle (AUS)            | NP-1              |
| 201               | Émile Druz (FRA)          | NP-1              |
| 202               | Lucien Lagouche (FRA)     | AB-1              |
| 203               | Alex Dupontreue (FRA)     | AB-3              |
| 204               | Pizzi (ITA)               | NP-1              |
| 206               | Giuseppe Buffoni (ITA)    | NP-1              |
| 207               | Angelo Erba (ITA)         | AB-1              |
| 208               | Enrico Sala (ITA)         | 24e               |
| 209               | Ettore Chiorda (ITA)      | NP-1              |
| 210               | Giuseppe Contesini (ITA)  | NP-1              |
| 211               | Arthur Claerhout (BEL)    | NP-1              |

## Déroulement de la course
Robert Jacquinot, vainqueur au Havre et à Brest, est maillot jaune à l'issue des trois premières étapes. En perdant une heure et quarante minutes entre Brest et Les Sables-d'Olonne, où Philippe Thys s'impose, il cède la première place à Eugène Christophe qui, malgré ses 37 ans, va endosser le maillot jaune.
Le Français Jean Alavoine signe trois victoires consécutives, à Bayonne, Luchon et Perpignan. Entre Bayonne et Luchon, le Tourmalet, enneigé, est supprimé du parcours. Alavoine passe en tête aux cols d'Aubisque, Aspin et Peyresourde pour s'imposer avec 16 minutes d'avance. À Perpignan, Eugène Christophe perd trois quarts d'heure et cède le maillot jaune à Alavoine. Celui-ci a alors plus de 14 minutes d'avance sur Firmin Lambot et plus de 19 sur Christophe.
C'est au tour de Philippe Thys de signer trois succès d'étapes consécutifs, à Toulon, Nice et Briançon. Émile Masson s'impose ensuite à Genève, après être passé le premier au Galibier, au Télégraphe et aux Aravis. Jean Alavoine, victime de crevaisons et de sauts de chaînes arrive 38 minutes après lui et n'a alors plus que 6 minutes d'avance sur Firmin Lambot, contre 22 au départ de l'étape. Le Français Eugène Christophe brise, une nouvelle fois, sa fourche dans la descente du Galibier. Il termine l'étape à plus de 3 heures des premiers.
Entre Genève et Strasbourg, les Belges mènent une offensive, tandis qu'Alavoine est encore retardé par une crevaison. Masson gagne à nouveau à Strasbourg, où Hector Heusghem, arrivé quatrième, prend le maillot jaune.
À Metz, où l'Italien Federico Gay s'impose, Heusghem arrive dans le groupe de tête mais reçoit une pénalité d'une heure pour avoir changé de vélo à la suite d'une chute. Lambot, jusqu'alors deuxième, prend le maillot jaune. Les deux dernières étapes, gagnées par Félix Sellier et Philippe Thys n'ont pas d'incidence sur les premières places au classement général. Lambot gagne ce Tour avec 41 minutes d'avance sur Alavoine et 42 sur Sellier.

## Bilan de la course
Firmin Lambot gagne son deuxième Tour de France et signe la dernière des sept victoires consécutives des Belges depuis 1912. À 36 ans, Firmin Lambot est le vainqueur du Tour le plus âgé. En parcourant les 5 375 km à une vitesse moyenne de 24,196 km/h, il fait de cette victoire la troisième plus lente, après celle de 1919 et 1920. Pour Pierre Chany, « Firmin Lambot, coureur harmonieux mais dépourvu d'initiative, l'emporta encore à l'usure, comme en 1919, n'ayant gagné aucune étape ». Sa victoire, comme la première, est facilitée par les incidents dont sont victimes ses concurrents.
Le premier « seconde classe », José Pelletier, est 15e au classement général.

## Résultats

### Les étapes
| Étape,    | Date        | Villes étapes                             |                   | Distance (km) | Vainqueur d’étape | Leader du classement général |
| --------- | ----------- | ----------------------------------------- | ----------------- | ------------- | ----------------- | ---------------------------- |
| 1re étape | 25 juin     | Paris (Luna Park) - Argenteuil – Le Havre | Étape de plaine   | 388           | Robert Jacquinot  | Robert Jacquinot             |
| 2e étape  | 27 juin     | Le Havre – Cherbourg                      | Étape de plaine   | 364           | Romain Bellenger  | Robert Jacquinot             |
| 3e étape  | 29 juin     | Cherbourg – Brest                         | Étape de plaine   | 405           | Robert Jacquinot  | Robert Jacquinot             |
| 4e étape  | 1er juillet | Brest – Les Sables-d'Olonne               | Étape de plaine   | 412           | Philippe Thys     | Eugène Christophe            |
| 5e étape  | 3 juillet   | Les Sables-d'Olonne – Bayonne             | Étape de plaine   | 482           | Jean Alavoine     | Eugène Christophe            |
| 6e étape  | 5 juillet   | Bayonne – Luchon                          | Étape de montagne | 326           | Jean Alavoine     | Eugène Christophe            |
| 7e étape  | 7 juillet   | Luchon – Perpignan                        | Étape de montagne | 323           | Jean Alavoine     | Jean Alavoine                |
| 8e étape  | 9 juillet   | Perpignan – Toulon                        | Étape de plaine   | 411           | Philippe Thys     | Jean Alavoine                |
| 9e étape  | 11 juillet  | Toulon – Nice                             | Étape de montagne | 284           | Philippe Thys     | Jean Alavoine                |
| 10e étape | 13 juillet  | Nice – Briançon                           | Étape de montagne | 274           | Philippe Thys     | Jean Alavoine                |
| 11e étape | 15 juillet  | Briançon – Genève (SUI)                   | Étape de montagne | 260           | Émile Masson      | Jean Alavoine                |
| 12e étape | 17 juillet  | Genève (SUI) – Strasbourg                 | Étape de plaine   | 371           | Émile Masson      | Hector Heusghem              |
| 13e étape | 19 juillet  | Strasbourg – Metz                         | Étape de plaine   | 300           | Federico Gay      | Firmin Lambot                |
| 14e étape | 21 juillet  | Metz – Dunkerque                          | Étape de plaine   | 432           | Félix Sellier     | Firmin Lambot                |
| 15e étape | 23 juillet  | Dunkerque – Paris - Parc des Princes      | Étape de plaine   | 325           | Philippe Thys     | Firmin Lambot                |

Note : en 1922, il n'y a aucune distinction entre les étapes de plaine ou de montagne ; les icônes indiquent simplement la présence ou non d'ascensions notables durant l'étape.

### Classement général

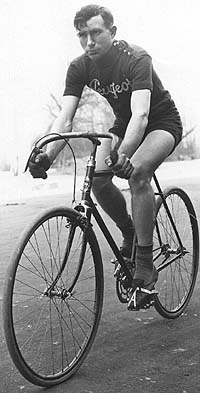
Firmin Lambot, le vainqueur du Tour de France 1922.